# Sport-Arena
Die Sport-Arena war eine wöchentliche Sportsendung des DDR-Fernsehens. Sie wurde von 1969 bis 1974 im zweiten Deutscher Fernsehfunk ausgestrahlt und zeigte ausgewählte Sportveranstaltungen innerhalb der DDR oder im sozialistischen Ausland sowie einen kurzen Nachrichtenüberblick.
Nachdem die Sendung zwischenzeitlich eingestellt worden war, wurde sie 1979 unter dem Titel „Arena“ mit veränderter inhaltlicher Schwerpunktsetzung wieder ins Programm aufgenommen. Ende 1982 wurde die Sendung letztmals ausgestrahlt.

## Geschichte
Dem Stellenwert des Sports in der DDR wurde Ende der 1960er Jahre auch mit einer breiteren Programmvielfalt an Sportsendungen begegnet. Mithilfe des DDR-Fernsehens sollte die Bevölkerung zum Sporttreiben motiviert werden. Daher wurde ab Oktober 1969 neben der aktuellen Sportberichterstattung innerhalb der Sendung „Sport aktuell“ im 1. Programm eine eigene Sport-Informationsachse im neu eingeführten 2. Programm eingerichtet.
Im Ergebnis entstanden die beiden Sendungen „Sportinformation“ am Sonnabend (22.15 Uhr) sowie „Sport-Arena“ am Sonntag (21 Uhr). In diesen Sendungen wurden meist Sportveranstaltung thematisiert, die innerhalb der Berichterstattung von „Sport aktuell“ nicht oder nur sehr kurz berücksichtigt werden konnten. In der „Sport-Arena“ wurden etwa Oberliga-Spiele im Handball sowie ausführliche Berichte vom Intervisionspokal in der Künstlerischen Gymnastik oder die Finalkämpfe eines internationalen Boxturniers übertragen.
Bis Dezember 1974 wurde das Format unverändert beibehalten. In der Zeit zwischen 1975 und 1978 wurde die Sendung durch das Format „Sport am Abend“ mit ähnlichen Inhalten ersetzt. Ab September 1979 wurde das Programm unter dem verkürzten Titel „Arena“ wieder aufgenommen. Der Sendeplatz wurde auf Sonntag, 19 Uhr verlegt und es wurden häufiger mehrere Sportveranstaltungen in eine Sendung aufgenommen. Daneben gab es verschiedene Rubriken wie beispielsweise den Sport-Stammtisch oder die Motorsportrevue und den etwa 10-minütigen Nachrichtenüberblick am Ende jeder Ausgabe.
In den Planungsunterlagen für das Jahr 1982 wird die Standardsendung wie folgt beschrieben:

„‚Arena‘ will in ausführlichen Reportagen das Erlebnis Sport vermitteln. Außerdem konzentriert sie sich auf eine ausführliche, ereignisbezogene Übersicht über das Sportgeschehen am Wochenende (Freitag bis Sonntag). Kurzdokumentationen (Schatzkammer, Motorsport-Revue, Sportlerportraits) erweisen sich als tragfähige Stilmittel dieser Sendung von Zeit zu Zeit.“

Ende Dezember 1982 wurde „Arena“ von der Sportsendung „Sport am Sonntag“ abgelöst. Möglich ist, dass mit der Umstellung auf weniger umfangreiche Beiträge im Format einer Wochenendübersicht ein Namenswechsel angemessen erschien.